# Navès (Hiszpania)
Navès – gmina w Hiszpanii, w prowincji Lleida, w Katalonii, o powierzchni 145,58 km². W 2011 roku gmina liczyła 274 mieszkańców.